# Vologne
El Vologne es un río del departamento de los Vosgos (Francia), afluente del río Mosela y pertenece a la cuenca del Rin. 
Nace a 1240 m de altitud, bajo el Chaume Charlemagne situado entre el Hohneck y el puerto de la Schlucht, en la cordillera de los Vosgos. Su nacimiento se encuentra en la finca del Jardín de altura de la cumbre Chitelet. Recorre 50 km hasta su desembocadura en el Mosela en la localidad de Jarménil.